# منطقة كوتايام
كوتايام رمزها «KT» (بالإنجليزية: Kottayam)‏ ، هو تقسيم إداري لدولة الهند تتبع ولاية كيرلا (بالإنجليزية: Kerala)‏ ، مركزها هو مدينة كوتايام (بالإنجليزية: Kottayam)‏ عدد سكانها حسب تعداد سنة 2001 هو 1,952,901 ، مساحتها 2,203 كم² وكثافة السكان 886 لكل كم² .

## أعلام
- مانجو كيه جايان
- فيكتور جورج
- جوزيف إبراهام